# Bulbophyllum corallinum
Bulbophyllum corallinum é uma espécie de orquídea (família Orchidaceae) pertencente ao gênero Bulbophyllum. Foi descrita por Pierre Tixier e André Guillaumin em 1963.